# Sigitas Tamkevičius
Mons. Sigitas Tamkevičius, S.J. (* 7. listopadu 1938, Gudonys) je litevský římskokatolický kněz, emeritní arcibiskup arcidiecéze Kaunas a kardinál.

## Život
Narodil se 7. listopadu 1938 v Gudonysu.
Dne 18. dubna 1962 byl vysvěcen na kněze. Po vysvěcení působil jako farní vikář v Alytusu, Lazdijai, Kudirkos Naumiestis, Žemaičių Naumiestis, Prieani a poté v Simmasu. Roku 1968 vstoupil do Řádu Tovaryšstva Ježíšova.
Roku 1983 byl zatčen a odsouzen na 10 let nucených prací v Permu a Mordvinsku za antisovětskou propagandu. V roce 1988 odešel do exilu na Sibiř.
Po návratu do Litvy byl roku 1990 jmenován rektorem Interdiecézního semináře v Kaunasu.
Dne 8. května 1991 jej papež Jan Pavel II. jmenoval pomocným biskupem arcidiecéze Kaunas a titulárním biskupem z Turudy. Biskupské svěcení přijal 19. května 1991 z rukou kardinála Vincentase Sladkevičiuse a spolusvětiteli byli biskupové Vladas Michelevicius, Antanas Vaičius, Romualdas Krikšciunas a Juozas Preikšas.
Dne 4. května 1996 byl jmenován metropolitním arcibiskupem Kaunasu.
V letech 1999–2002 a 2005–2014 byl předsedou Litevské biskupské konference a v letech 2002–2005 jejím místopředsedou.
Dne 11. června 2015 přijal papež František jeho rezignaci na post metropolitního arcibiskupa Kaunasu.
Dne 1. září 2019 oznámil papež František jeho jmenování  a dne 5. října 2019 jej kreoval kardinálem. 